# Суюндук (Атырауская область)
Суюндук (каз. Сүйіндік) — село в Курмангазинском районе Атырауской области Казахстана. Административный центр Суюндукского сельского округа. Код КАТО — 234667100.

## Население
В 1999 году население села составляло 2470 человек (1244 мужчины и 1226 женщин). По данным переписи 2009 года, в селе проживало 2113 человек (1054 мужчины и 1059 женщин).